# 台湾棕腹蓝仙鹟

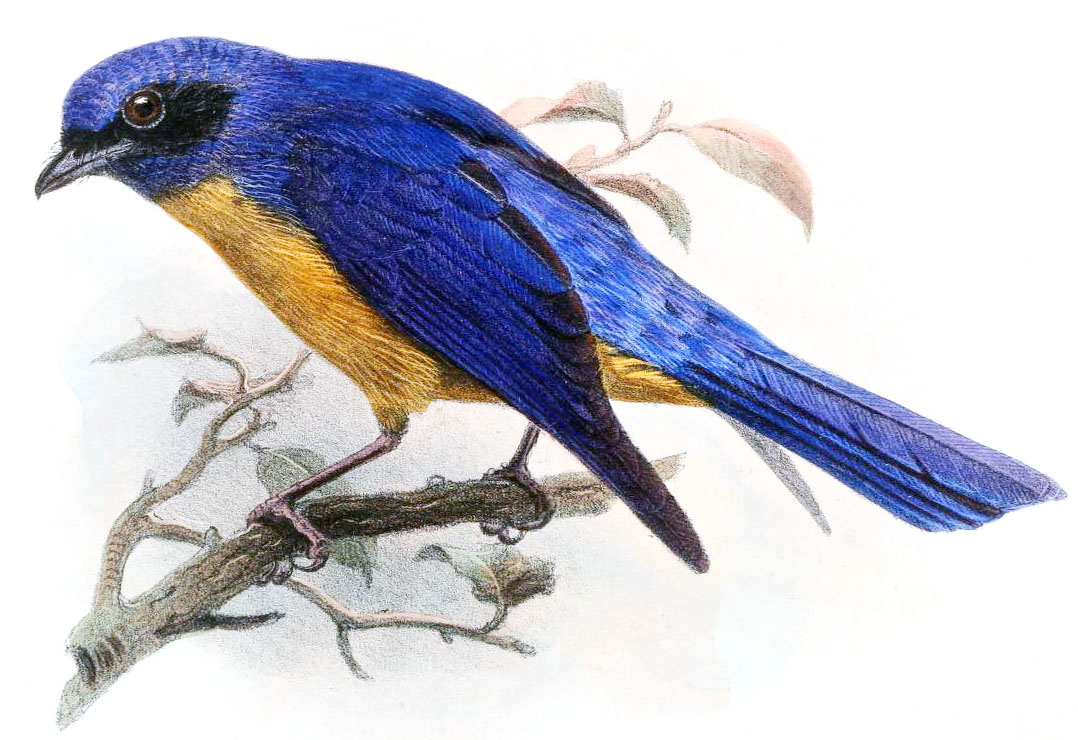
畫家：Joseph Wolf

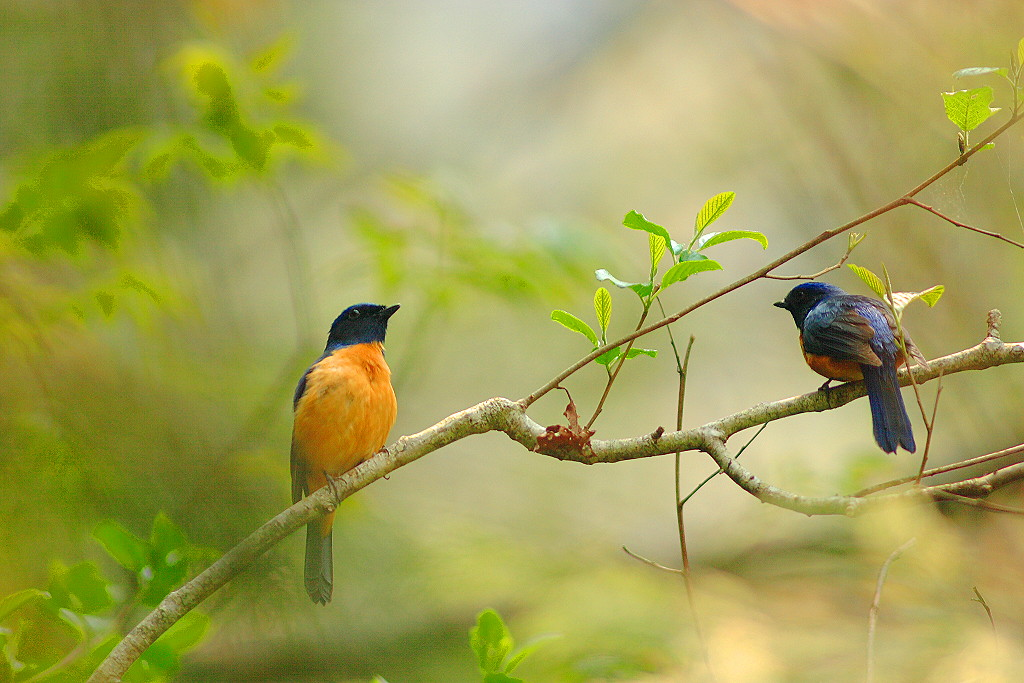

是鹟科仙鹟属的鸟类，該物種於1864年由斯文豪首次描述，為臺灣特有種。 亞洲大陸的棕腹藍仙鶲（N. oatesi），體型較大，曾被認為與台灣黃腹琉璃是同種。

## 描述
台湾棕腹蓝仙鹟体重约33克，翼长约85.9毫米，嘴峰长约14.6毫米，喙宽度约3.9毫米，喙厚度约3.8毫米，跗蹠长约16.9毫米，尾长约74毫米。
台灣黃腹琉璃是舊世界鶲科的中型成員（16厘米長），頭部、背部、尾部及小翼覆羽呈深紫藍色，下身為鮮亮的赭橙色。喉部、臉部、翅膀、眼睛和虹膜呈黑色，腿和喙也是黑色。雌鳥整體為橄欖褐色，下身較淺，喉部帶有淡黃色，頭頂和後頸則為灰褐色。與其科的許多成員一樣，小黃腹琉璃在喙基部具有明顯的口鬚。

## 棲地
台湾棕腹蓝仙鹟是留鸟，平時栖息在中海拔山林中，冬季部分群體有降遷至低海拔的習性。食性为肉食性，主要食物来源是陆生无脊椎动物。
它的自然棲地是亞熱帶或熱帶潮濕的山地森林。